# Pierre von Biron
Pierre von Biron, né le 15 février 1724 à Mitau en Courlande (alors duché vassal de la Pologne-Lituanie, aujourd'hui en Lettonie), mort le 13 janvier 1800  à Gellenau (comté de Glatz), est un  noble germano-balte portant le titre de comte du Saint-Empire. Il est duc de Courlande de 1769 à 1795 et duc de Sagan de 1786 à sa mort.

## Biographie
Il est le fils aîné de Ernst Johann von Biron (1690-1772), duc de Courlande à partir de 1737, et de son épouse Benigna Gottliebe von Trotha dite Treyden (1703-1782). Son père est étroitement lié à Anna Ivanovna, régente du duché de Courlande, qui est couronnée impératrice de Russie en 1730 ; par conséquent, il est choisi duc en 1737. Les premières années de son gouvernement sont marquées par la corruption et la violence, et il est condamné à passer plusieurs années en exil avec sa famille. Dès 1741, ils vivent à Iaroslavl, jusqu'à ce qu'ils soient en mesure de regagner leur pays d'origine en 1762.
Pierre von Biron prend la succession de son père en 1769, après son abdication. Il met en œuvre des mesures progressistes: en 1775, il fonde l'Academia Petrina à Mitau, à l'instigation de Friedrich Wilhelm von Raison. Néanmoins, comme au temps de son père, il se voit confronté à une forte opposition de l'aristocratie locale; il commence alors à s'orienter vers la Prusse et la Bohême. Après avoir hérité de la seigneurie de Wartenberg en Basse-Silésie de son père, il acquiert successivement le domaine de Friedrichsfelde (1785) et le duché de Sagan (1786), ainsi que les seigneuries de Deutsch-Wartenberg (1787), de Nettkow (1788) et de Náchod (1792). Le 26 octobre 1785, il est décoré de l’ordre de l’Aigle noir par le roi Frédéric II de Prusse.
Par le troisième partage de la Pologne, en 1795, la Courlande est annexée par l'Empire russe. Peter von Biron est contraint par l’impératrice Catherine II d'abdiquer, percevant une indemnité et une rente. Il se retire au château de Sagan; il vend alors le château de Friedrichsfelde et achete le palais Černín à Prague (1796) puis les seigneuries de Hohlstein et de Chvalkovice (1798). Il meurt durant un séjour aux sources thermales de Cudowa, hôte au château de Gellenau.

## Unions et postérité
- Marié le 15 octobre 1765 (divorcé en 1772) avec Caroline de Waldeck-Pyrmont (1748-1782), fille du prince Charles-Auguste de Waldeck-Pyrmont.
- Marié le 6 mars 1774 (divorcé 1778) avec Eudoxia Youssoupova (1743-1780).
- Marié le 6 novembre 1779 avec Anna Charlotte Dorothée von Medem (1761-1821), dont 
  - Wilhelmine 1781-1839 duchesse de Sagan ;
  - Pauline (1782-1845), duchesse de Sagan, épouse de Frédéric de Hohenzollern-Hechingen ;
  - Jeanne Catherine (1783-1879) ;
  - Dorothée (1793-1862), duchesse de Dino puis duchesse de Sagan, épouse Edmond de Talleyrand-Périgord.

- Relation avec Caroline von Derschau (1740-1783) , dont
  - Peter von Gerschau (1779-1852), lieutenant du 2e régiment de hussards de l'armée prussienne, forestier en chef de l'ancienne Finlande et consul général de Russie à Copenhague.
- Relation avec Anna Marie Friederike Zoege von Manteuffel (1750-1829), dont 
  - Friederike Henriette von Wartenberg (1771-1814), épouse de Carl von Hardenberg, maréchal de la cour du royaume de Hanovre.

Portraits
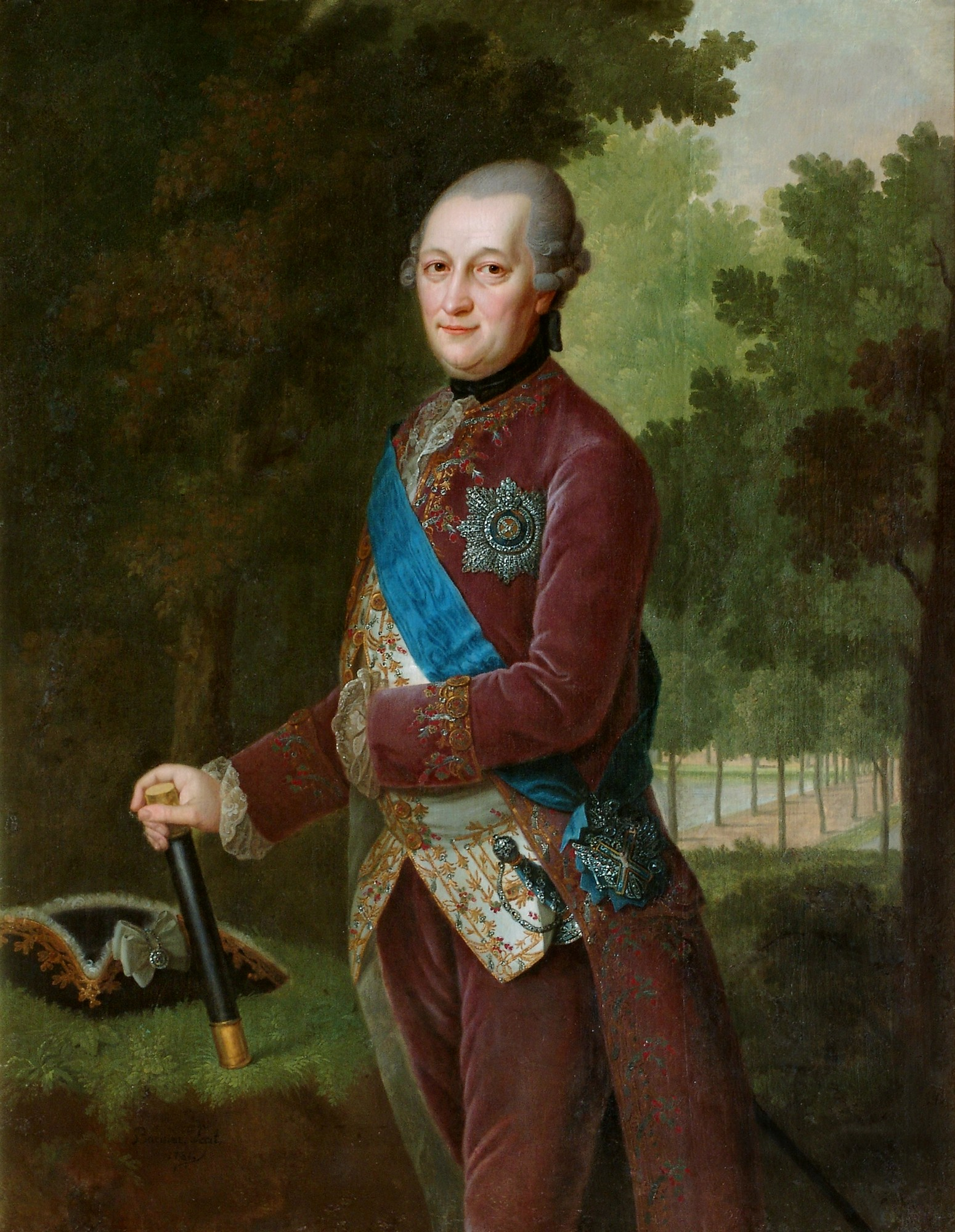
Peter von Biron tableau de 1781 par Frīdrihs Hartmanis Barizjens, Château de Rundale, Latvia
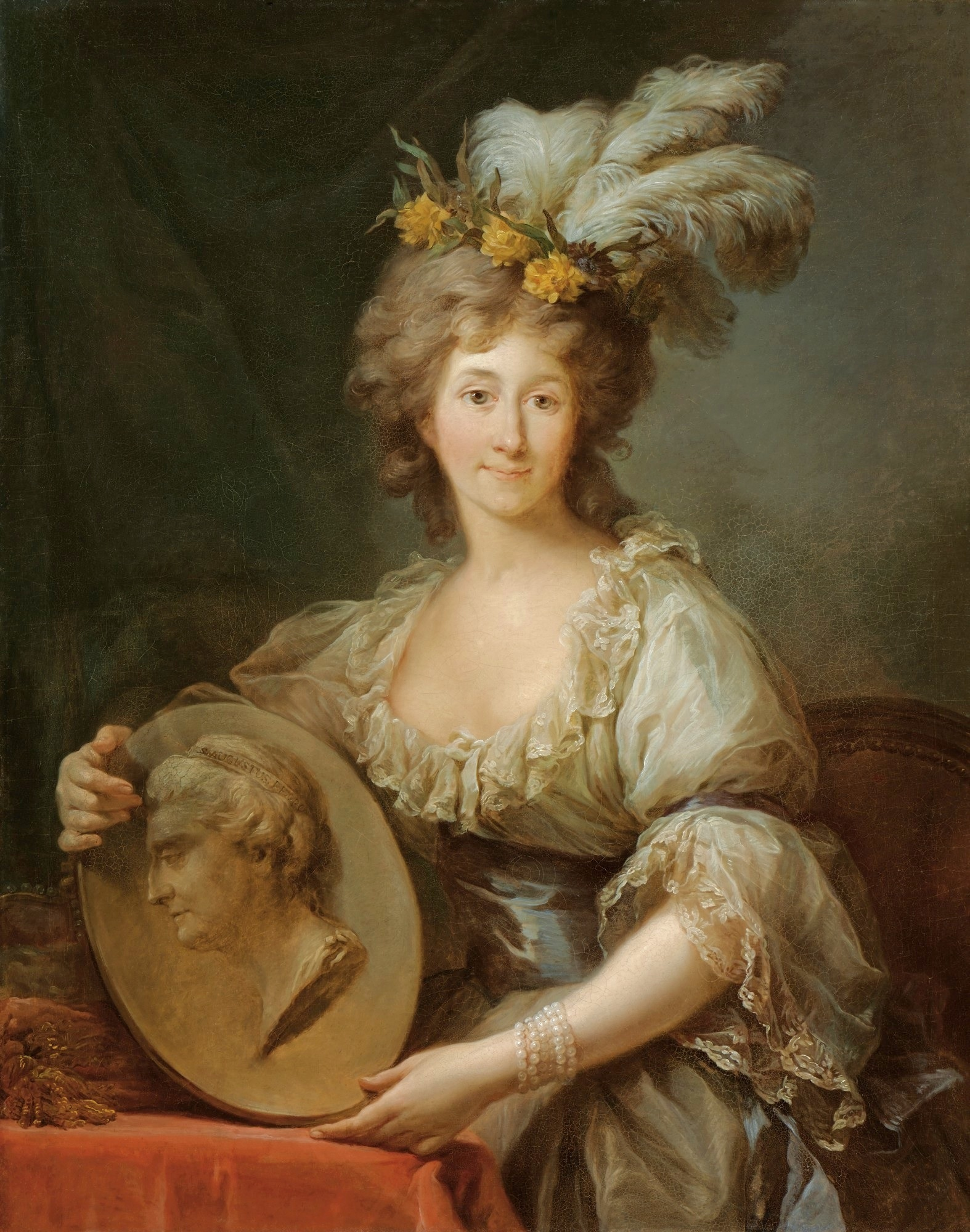
Dorothea von Medem Marcello Bacciarelli, vers 1795 Palais Łazienki, Varsovie

## Distinctions
- Ordre de Saint-André.